# Discurso del estado de la Unión de 2023
El discurso del estado de la Unión de 2023 fue un discurso dirigido al 118.º Congreso de los Estados Unidos por parte del presidente Joe Biden el 7 de febrero de 2023, a las 9:00 p. m. ET. Estuvo presidido por el presidente de la Cámara de Representantes, Kevin McCarthy, y la vicepresidenta de los Estados Unidos, Kamala Harris, en su calidad de presidenta del Senado. Tuvo lugar en el recinto de la Cámara de Representantes, y fue el segundo discurso del estado de la Unión de Biden, así como también su tercer discurso ante una sesión conjunta del Congreso.

## Contexto
Kevin McCarthy, presidente de la Cámara de Representantes, invitó a Biden a dar el discurso anual del estado de la Unión días después de que el fiscal general de los Estados Unidos, Merrick Garland, nombrara un abogado especial para investigar el hallazgo de documentos clasificados tanto en la casa de Biden en Delaware, como en su oficina de Washington D. C. A su vez, Biden dio el discurso ante una nueva mayoría en la Cámara de Representantes, puesto que los republicanos asumieron el control el 3 de enero de 2023, luego de ganar las elecciones de 2022.

## Invitados notables
El representante Steven Horsford, «en nombre del Caucus Negro del Congreso», invitó a los padres de Tire Nichols, un chico de 29 años que fue asesinado por la policía de Memphis el 7 de enero de 2023. La representante por California, Judy Chu, invitó a Brandon Tsay, quien en la celebración del Año Nuevo Lunar en Monterey Park, desarmó al pistolero que atacó un salón de baile. Tsay también fue invitado por Biden.
La primera dama, Jill Biden, ha invitado a las siguientes personas:
| - Maurice y Kandice Barron, padres de una niña sobreviviente de cáncer. - Lynette Bonar, miembro de la Nación Navajo. - Bono; cantante de U2, activista por la lucha en contra del VIH/sida. - Deanna Branch, sobreviviente a la exposición al plomo. - Kristin Christensen y Avarie Kollmar, madre e hija; Kristin es becaria de la Fundación Elizabeth Dole, donde ambas «abogan por los niños militares y veteranos en hogares de cuidado». - Ruth Cohen, sobreviviente del Holocausto. - Mitzi Colin López; inmigrante mexicana, «defensora de la reforma migratoria integral». - Maurice «Dion» Dykes, estudiante en un programa de aprendizaje registrado para maestros. - Kate Foley, estudiante de 10.º grado de fabricación integrada. - Darlene Gaffney, sobrevivientes de cáncer de mama. | - Doug Griffin, padre de Courtney Griffin, quien murió por una sobredosis de fentanilo. - Saria Gwin-Maye, herrera y miembro de Ironworkers Local 44. - Jacki Liszak, presidenta y directora ejecutiva de la Cámara de Comercio de Fort Myers Beach. - Oksana Markarova, embajadora de Ucrania en Estados Unidos. - Harry Miller, estudiante de ingeniería mecánica en la Universidad Estatal de Ohio. - Gina y Heidi Nortonsmith, demandantes en el caso Goodridge contra el Departamento de Salud Pública de Massachusetts. - Paul Pelosi, esposo de la expresidenta de la Cámara de Representantes, Nancy Pelosi; fue atacado por un asaltante que irrumpió en su casa de San Francisco. - Paul Sarzoza, presidente y director ejecutivo de Green, una empresa de servicios de limpieza e instalaciones. - Amanda y Josh Zurawski; Amanda tenía 18 semanas de embarazo cuando rompió bolsa, desarrolló sepsis y casi muere debido a la demora en recibir tratamiento. |

## Respuestas

### Partido Republicano
La gobernadora de Arkansas, Sarah Huckabee Sanders, dio la respuesta republicana al discurso del estado de la Unión; mientras que el representante Juan Ciscomani (R-AZ) dio una respuesta en español.

### Partido de las Familias Trabajadoras
La representante Delia Ramírez (D-IL) dio una respuesta «en nombre del Partido de las Familias Trabajadoras». También ofreció una respuesta al discurso de Huckabee Sanders.